# Sándor Puhl
Sándor Puhl (* 14. Juli 1955 in Miskolc; † 20. Mai 2021) war ein ungarischer Fußballschiedsrichter.

## Werdegang
Puhl leitete ab 1984 Spiele in der ersten Fußballliga Ungarns und wurde 1988 FIFA-Schiedsrichter.
Seinen ersten größerer internationalen Einsatz absolvierte er beim Hinspiel des UEFA-Pokal-Finales 1993 zwischen Borussia Dortmund und Juventus Turin. Ein Jahr später leitete er unter anderem das Endspiel der Fußball-Weltmeisterschaft 1994 zwischen Brasilien und Italien. Es folgten Einsätze beim Halbfinale der Fußball-Europameisterschaft 1996 zwischen England und Deutschland sowie das Finale der europäischen Champions League 1997 zwischen Borussia Dortmund und Juventus Turin.
Nach seinem Rücktritt als internationaler Referee im Jahr 2000 war u. a. als Schiedsrichterbeobachter für die UEFA aktiv und war Mitglied der FIFA-Schiedsrichterkommission. Ab 2010 wirkte er zudem als 2010 Vizevorsitzender der Schiedsrichterkommission des Ungarischen Fußballverbands (MLSZ).

## Ehrungen
Puhl wurde insgesamt viermal von der IFFHS zum Weltschiedsrichter ernannt (1994–1997).
Er war zudem Ehrenbürger der Städte Eger und  Emőd in seinem Heimatland.